# International African Institute
Das International African Institute ("IAI") wurde 1926 in London gegründet (als das International Institute of African Languages and Cultures) für das Studium der afrikanischen Sprachen. Diedrich Hermann Westermann war Direktor von 1926 an (mit dem Franzosen Henri Labouret) bis 1939. 
Das IAI publiziert seit 1928 die vierteljährlich erscheinende Zeitschrift Africa.
Die Aufgabe des IAI ist es, „to promote the education of the public in the study of Africa and its languages and cultures“. Seine Operationen beinhalten Seminare, Zeitschriften, Monographien, Sammelwerke und die Stimulation von Forschungen in Afrika.

## Archiv
Das Archiv befindet sich in der Bibliothek der London School of Economics. Dazu gibt es einen Online-Katalog.